# Automeris lauta
Espèce
Automeris lauta est une espèce de papillons de la famille des Saturniidae.

## Systématique
L'espèce Automeris lauta a été décrite par Johnson (d) et Charles Duncan Michener en 1948.